# Strategia di uscita (romanzo)
Strategia di uscita (Exit Strategy) è un romanzo breve di fantascienza della scrittrice statunitense Martha Wells del 2018.

## Storia editoriale
È il quarto libro della saga Murderbot Diaries che ha come protagonista la cyborg Murderbot.
Nel 2019 l'opera è stata candidata al British Science Fiction Association Award.
Il romanzo, in Italia, è stato pubblicato nel 2020 nel libro Murderbot: I diari della macchina assassina, che ha raccolto tutte le opere della serie Murderbot Diaries sino ad allora uscite: Allarme rosso (All Systems Red, 2017), Condizione artificiale (Artificial Condition, 2018), Protocollo ribelle (Rogue Protocol, 2018) e Strategia di uscita (Exit Strategy, 2018).

## Edizioni
- (EN) Martha Wells, Exit Strategy, 1ª ed., Tor.com, agosto 2018, ISBN 978-1-250-18546-4.
- (TR) Martha Wells, Çıkış Stratejisi, traduzione di Cihan Karamancı, Istanbul, İthaki Yayınları, 2019, ISBN 978-605-77628-7-0.
- (LV) Martha Wells, Atkāpšanās stratēģija, in Slepkabota dienasgrāmatas 2. grāmata, traduzione di Leva Melgalve, Riga, Prometejs, ottobre 2019, ISBN 978-993-455330-1.
- (DE) Martha Wells, Schneller Abgang, in Tagebuch eines Killerbots, traduzione di Frank Böhmert, Monaco di Baviera, Heyne, novembre 2019, ISBN 978-3-453-32034-5.
- (FR) Martha Wells, Stratégie de sortie, traduzione di Mathilde Montier, Nantes, L'Atalante, novembre 2019, ISBN 979-10-360-0025-6.
- Martha Wells, Strategia di uscita, in Murderbot: I diari della macchina assassina, traduzione di Stefano A. Cresti, Oscar fantastica, Milano, Mondadori, settembre 2020, ISBN 9788804727767.
- (CS) Martha Wells, Strategie úniku, traduzione di František Jahnátek, Fobos, ottobre 2020, ISBN 978-80-7585-651-7.
- (SR) Martha Wells, Izlazna strategija, in Dnevnici Ubibota Prvi Deo, traduzione di Vesna Stojković, Begrado, Čarobna knjiga, 2021, ISBN 978-86-300-0035-5.
- (HU) Martha Wells, Kilépési stratégia, in Trójai protokoll / Kilépési stratégia, traduzione di Tamás Gábor, Fumax, giugno 2022, ISBN 978-963-470-240-5.
- Martha Wells, Strategia di uscita, in Murderbot: I diari della macchina assassina, traduzione di Stefano A. Cresti, Urania Jumbo, n. 52, Milano, Mondadori, febbraio 2024, ISBN 9788835731542.